# Plaza Jarmers
La plaza Jarmers (en danés: Jarmers Plads) es un cruce de carreteras y un espacio público en el centro de Copenhague, la capital de Dinamarca. Toma su nombre en honor de la torre Jarmers, las ruinas de una torre medieval que formaba parte del anillo de fortificación que rodeaba la ciudad hasta mediados del siglo XIX.
Cuando las fortificaciones de Copenhague se retiraron en la segunda mitad del siglo XIX, las murallas fueron arrasadas y el foso llenado.